# Crazy Machines
Crazy Machines (CM) ist eine Reihe von Denk-Computerspielen, die von FAKT Software GmbH seit 2004 zunächst für den PC, später auch für andere Plattformen entwickelt wurden. Wie bei The Incredible Machine müssen in den Spielen Rätsel in Form von Physikexperimenten gelöst werden.

## Überblick
Die einzelnen Level, hier Experimente genannt, bestehen aus einer Anordnung von festen und selbstplatzierbaren Bauteilen. Sie müssen sinnvoll zu einer Art Kettenreaktion kombiniert werden, um eine Aufgabenstellung zu erfüllen (Rube-Goldberg-Maschine). Dank der realitätsnahen Physik-Engine und der Auswahl an veränderbaren Elementen können aberwitzige Konstruktionen gebaut werden. Vor allem Kinder können so komplexe Zusammenhänge erkennen und wortwörtlich spielerisch lernen. Oft ist die Zielvorgabe sehr einfach (z. B. „zünde die Kerze an“), die Lösung hingegen verzwickt. Zum Beispiel muss zuerst eine Glühbirne mit Strom versorgt werden, um dann über ein Brennglas den Docht der Kerze anzuzünden. Zu den Bauteilen aus u. a. den Kategorien Optik, Elektrik und Mechanik gehören beispielsweise Windräder, Bälle, Kerzen, Solarzellen und Silvesterraketen. Ein Level-Editor ermöglicht das Erstellen eigener Experimente, die entweder einzeln abgespeichert oder zu einem Labor zusammengefasst und im Internet getauscht werden können.

## Spielversionen

### Crazy Machines
Alle Versionen von Crazy Machines sind unabhängig voneinander spielbar. Labore sind nicht versionsübergreifend kompatibel und können nur in dem Spiel benutzt werden, mit dem sie erstellt wurden.

#### Die Erfinderwerkstatt (Anfang 2004)
Im Jahr 2004 wurde Die Erfinderwerkstatt veröffentlicht. Die 3D-Grafik und eine leistungsfähige Physik-Engine unterscheidet es von ähnlichen Spielen, wie The Incredible Machine, Professor Tim und Incredible Challenge. Es gilt Knobelaufgaben in 102 Experimenten zu lösen. Dazu stehen ca. 60 Bauteile zur Verfügung. Aufgrund des Level-Editors bildete sich rasch eine kleine Fangemeinde, die auch heute noch Experimente und Labore untereinander austauscht. Ein Junior-Labor mit 51 eher einfachen Experimenten wurde einige Zeit nach der Veröffentlichung der Vollversion zum kostenlosen Herunterladen bereitgestellt.
Neben der Vollversion existiert eine kostenlose Demoversion mit 7 spielbaren Levels. Außerdem wurde von der Zeitschrift c’t eine Spezialversion mit 45 Experimenten und vom Toggo CleverClub eine Spezialversion mit 30 Experimenten herausgegeben. Die Demo- und Spezialversionen enthalten keinen Leveleditor und man kann mit ihnen nur das mitgelieferte Labor spielen. Die Experimente dieser Labore sind nicht in der Vollversion enthalten.

#### Neue Herausforderungen (Ende 2004)
Neue Herausforderungen erschien ebenfalls im Jahr 2004. Zu den neuen der jetzt 70 Bauteile gehören u. a. ein Schwerkraftgenerator, ein Roboter und ein Zeppelin. Das Spiel enthält dazu 103 neue Experimente und einen überarbeiteten Level-Editor. Neu ist außerdem die Möglichkeit, den eigenen Aufbau eines Experiments mit der im Labor hinterlegten Musterlösung zu vergleichen – allerdings erst, nachdem man das Experiment selbst erfolgreich gelöst hat. Auch für diese Version wurde nach einiger Zeit ein Junior-Labor, diesmal mit 40 Experimenten, kostenlos zum Herunterladen angeboten.
Außer der Vollversion existiert eine kostenlose Demoversion mit zehn exklusiven (d. h. nicht in der Vollversion enthaltenen) Experimenten. Weiterhin wurde vom Toggo CleverClub eine Spezialversion herausgegeben, in der die ersten 30 Experimente der Vollversion enthalten sind.

#### Crazy Machines für Macintosh (2005)
Die Mac-OS-Version (Mac) von Crazy Machines enthält alle Experimente (ca. 200) und Bauteile aus „Die Erfinderwerkstatt“ und „Neue Herausforderungen“. Der Levelimport von PC-Versionen erlaubt die Verwendung von bestehenden Laboren auf dem Mac. Diese Version erschien im Jahr 2005.

#### The Wacky Contraptions Game (2005)
Ebenfalls im Jahr 2005 brachte der Verleger Viva Media diese englische Version sowohl für den PC als auch für den Macintosh heraus. Enthalten sind hier jedoch keine neuen Level, sondern nur die übersetzten 205 Experimente von Die Erfinderwerkstatt und Neue Herausforderungen. Labore, die der Anwender mit dieser Version erstellt sind zur deutschen Version Neue Herausforderungen kompatibel und umgekehrt.

#### Neues aus dem Labor (Oktober 2005)
Neues aus dem Labor erschien im Oktober 2005. Neben 101 Experimenten und einem verbesserten Level-Editor, der ohne Datei-Umbenennungen die Auswahl des zu bearbeitenden Labors ermöglicht, gehören 12 Bauteile (insgesamt über 90), darunter ein Schaufelrad, ein Toaster und eine Zeitschaltuhr, zu den Neuerungen. Außerdem gibt in diesem Spiel erstmals ein Bonusteil (ein Moorhuhn-Dummy), das nicht von Anfang an verfügbar ist, sondern erst durch Erzielen von Fortschritten im Hauptlabor freigeschaltet wird. Zusammen mit einem Patch, der hauptsächlich diverse Grafikprobleme behob, wurde auch zu diesem Spiel ein Junior-Labor bereitgestellt, das diesmal jedoch nur 20 neue Experimente enthielt.
Die kostenlose Demoversion enthält 10 spielbare Experimente, welche nicht in der Vollversion enthalten sind.
Seit dem 3. März 2006 ist das Level-Pack 2006, ein von den Entwicklern als Add-on erstelltes Labor mit 33 neuen Experimenten, erhältlich. Es kann im offiziellen Internetladen als Downloadversion oder im Handel als CD-Version bestellt werden. Voraussetzung für die Nutzung ist eine installierte Vollversion von Neues aus dem Labor.
Am 6. April 2007 erschien das ComLab, ein kostenloses, als Projekt der Spielergemeinde entstandenes Labor mit 96 neuen Experimenten in ähnlicher Qualität wie die offiziellen Experimente, jedoch mit insgesamt deutlich höherem Schwierigkeitsgrad.

#### Der total verrückte Tüftelspaß (September 2006)
Erschienen bei Oetinger Interaktiv als Hybrid-CD für Windows und Mac OS X. Das Spiel enthält 101 neue Levels mit gesprochenen Aufgabentexten, die allesamt nicht so knifflig und somit besonders für Vorschulkinder geeignet sind. Im Vergleich zu Neue Herausforderungen, auf dem dieses Spiel basiert, gibt es 11 neue Bauteile wie Sprungfrosch, Hammerrad, Bauklötze usw. Dafür wurden 13 andere Bauteile wie die Gravitationsmaschine und der elektrische Widerstand weggelassen, da deren Funktionsweise für sehr junge Spieler schwer zu erfassen ist.
Eine nur in diesem Spiel der ersten Reihe vorhandene Besonderheit ist, dass im mitgelieferten Labor die Experimente nicht in der vorgegebenen Reihenfolge gelöst werden müssen und einzelne Experimente übersprungen werden können. Bereits zum Spielbeginn sind die ersten 25 Experimente zur Auswahl verfügbar. Durch Lösen der Experimente 25, 50 und 75 wird der jeweils nächste Block aus 25 Experimenten freigeschaltet.

#### Gold Edition (März 2007)
Mitte März 2007 wurde unter dem Label PepperGames noch einmal eine Zusammenstellung aller bisher beim Publisher Novitas erschienenen Spiele der Crazy-Machines-Reihe herausgebracht. Enthalten sind hier nicht nur die drei Originalspiele Die Erfinderwerkstatt, Neue Herausforderungen und Neues aus dem Labor, sondern auch alle Zusätze, die im Laufe der Zeit teils kostenlos, teils gegen Bezahlung angeboten wurden (alle Experimente der Demoversionen, alle Junior-Labore und das oben erwähnte Level-Pack 2006). Ergänzt wurde diese Ausgabe durch ein Paket aus 33 neuen Experimenten, die exklusiv in der Gold-Edition enthalten sind. Weiterhin befindet sich verschiedenes Bonusmaterial auf der CD, z. B. der Crazy-Machines-Bildschirmschoner, diverse Handy-Klingeltöne sowie Vorschaubilder und -videos auf Crazy Machines II.

#### Crazy Machines 1.5: More Gizmos, Gadgets and Whatchamacallits (Mai 2007)
Diese wiederum beim US-Publisher Viva Media erschienene Ausgabe bietet ähnlich wie The Wacky Contraptions Game keine neuen Experimente, sondern die englischen Übersetzungen der Spiele Neues aus dem Labor und Der total verrückte Tüftelspaß. Mit Erscheinen dieser CD sind nun alle bisherigen Spiele der CM-Reihe sowohl in deutscher als auch in englischer Sprache verfügbar.

### Crazy Machines II

#### Hauptspiel
Der offizielle zweite Teil, kurz cm² geschrieben, wartet mit einer stark verbesserten Grafik- und Physik-Engine (PhysX) auf. Das Spiel ist im Gegensatz zu den bisher erschienenen Teilen keine bloße Weiterentwicklung oder Ergänzung vorheriger Versionen, sondern ein von Grund auf neu entstandenes Projekt. Zu den Neuerungen gehören neben einer Vielzahl bisher unbekannter Elemente auch ein Onlinebereich, über den bis ca. 2017 Spieler aus aller Welt Experimentpakete veröffentlichen, herunterladen und bewerten konnten. Ebenfalls neu ist die Tatsache, dass das Spiel auf einem modularen Konzept basiert und die Entwickler künftig Ergänzungen wie z. B. neue Teile direkt in die bestehende Oberfläche einklinken können. Vorgesehen ist das Bereitstellen sowohl kostenloser als auch kostenpflichtiger Add-ons.
Ohne installierte Erweiterungen bietet das Hauptspiel 208 Bauteile (von denen einige anfangs jedoch noch nicht zur Verfügung stehen) sowie 15 Hintergrund-Themen. Das Standard-Labor mit dem Titel Weltreise (engl. World Tour) enthält 150 Experimente, die gleichmäßig auf 15 Kapitel verteilt sind. Jedes Kapitel verwendet ein durchgängiges Hintergrund-Thema, das jeweils einen Ort in der Welt repräsentiert. Dieses Labor ist mit Zusatzfunktionen ausgestattet, die dem Spieler bei der Erstellung eigener Labore nicht zur Verfügung stehen: Beim Öffnen jedes Experimentes werden die Aufgabentexte vorgelesen und die darin erwähnten Elemente mit Freihandmarkierungen hervorgehoben. Zudem werden anfangs nicht alle verfügbaren Kapitel des Hauptlabors angezeigt; die letzten 4 Kapitel werden erst sichtbar, nachdem eine festgelegte Levelanzahl in den vorherigen Kapiteln mit einer bestimmten Stufe gelöst wurden. Die Kapitel 1 bis 11 sind von Anfang an sichtbar, wobei Experimente aus einem höheren Kapitel erst dann ausgewählt werden können, wenn im vorherigen Kapitel mindestens 8 von 10 Experimenten gelöst wurden. Durch vom Spieler herauszufindende Aktionen, z. B. häufiges Nutzen oder längeres Betrachten bestimmter Bauteile, können im Editor weitere Bauteile für die Nutzung in selbsterstellten Experimenten freigeschaltet werden.
Eine Demoversion ist seit dem 10. Oktober 2007 verfügbar. Die Vollversion war für den 15. Oktober 2007 angekündigt, konnte vereinzelt allerdings bereits ab 12. Oktober 2007 von verschiedenen Online- und Direkthändlern bezogen werden. Das Labor der Demoversion enthält 10 Experimente aus verschiedenen Kapiteln des Weltreise-Labors sowie ein Zusatzlevel, das nicht der Vollversion enthalten ist. Das Demo-Labor kann in der Vollversion als zusätzliche Erweiterung installiert werden; in der Steam-Version wird es automatisch zusammen mit dem Basisspiel installiert.
Ca. 10 Jahre nach der Erstveröffentlichung des Hauptspiels wurde der Online-Bereich abgeschaltet, so dass heute keine nutzergenerierten Inhalte mehr über die Spieloberfläche geteilt werden können. Bestehende Online-Profile können jedoch weiterhin im „Offline-Modus“ gestartet werden, zudem unterstützt das Spiel seit jeher lokale Profile mit deaktivierten Online-Funktionen, die weiterhin erstellt werden können.
Crazy Machines II gewann beim Deutschen Entwicklerpreis den 1. Platz in der Kategorie Bestes Deutsches Jugendspiel.

#### Erweiterungen
Die Erweiterungen für das zweite Spiel erschienen anfangs auf CD und wurden auch als Zusammenstellungen vertrieben, z. B. als Gold Edition, die neben dem Hauptspiel auch das erste Add-On Zurück in die Werkstatt enthielt. Später erfolgte der Vertrieb zunehmend über digitale Kanäle. Die nach 2009 erschienenen Erweiterungen sind ausschließlich über Steam als kostenpflichtige Zusatzinhalte verfügbar und funktionieren nur mit der dort angebotenen Hauptversion des Spiels.
Im Unterschied zu den Spielen der CM1-Reihe handelt es sich bei den Zusatzinhalten zu CM² tatsächlich um Erweiterungen im üblichen Sinn: Die Erweiterungen sind nicht selbstständig lauffähig, sondern klinken sich in die Hauptanwendung ein und ergänzen diese um die neuen Elemente. Neben unzähligen benutzererstellten Inhalten sind zwischen 2007 und 2015 folgende offizielle Erweiterungen erschienen:
| Deutscher Titel          | Englischer Titel              | Erschienen    | Deutsche Aufgabentexte | Gesprochene Aufgabentexte | Bemerkungen |
| ------------------------ | ----------------------------- | ------------- | ---------------------- | ------------------------- | --- |
| AGEIA-Bonuslabor         | AGEIA Bonus Lab               | Oktober 2007  | Ja                     | Ja                        | Automatisch zusammen mit dem Hauptspiel installierte Erweiterung mit 20 Experimenten. Laut Handbuch werden für die Experimente in diesem Labor erweiterte physikalische Simulationsmechanismen benötigt, die zum Erscheinungszeitpunkt des Spiels nur mit einer Zusatzkarte von AGEIA funktionierten. In der CD-Version lässt sich das Labor nur bei Vorhandensein einer solchen Zusatzkarte öffnen. In der Steam-Version wurde das Labor in PhysX by NVIDIA-Bonuslabor umbenannt und kann dort auch ohne Zusatzkarte geöffnet werden, sofern die Hauptgrafikkarte PhysX unterstützt und die aktuelle Version des PhysX-Frameworks installiert ist. |
| Download-Bonuslabor I    | Download Bonus Laboratory     | Oktober 2007  | Ja                     | Ja                        | Kostenfreie Erweiterung mit 20 zusätzlichen Experimenten für die Vollversion. Dieses Labor konnte zunächst ausschließlich über den spielinternen Downloadbereich geladen werden. Seit dessen Abschaltung wird es in der Steam-Version automatisch zusammen mit dem Hauptspiel installiert. |
| Zurück in die Werkstatt  | Back to the Shop              | März 2008     | Ja                     | Ja                        | Erstes großes Add-On mit 60 Experimenten sowie 12 neuen Bauteilen, 2 neuen Hintergrund-Themen und 9 neuen Dekorationselementen. Die Experimente der Erweiterung gelten in Spieler- und Kritikerkreisen verglichen mit den Experimenten der Basisversion als erheblich schwieriger und komplexer. |
| Download-Bonuslabor II   | —                             | März 2008     | Ja                     | Nein                      | Kostenfreie Erweiterung mit 10 zusätzlichen Experimenten für das Add-On. Dieses Labor konnte ausschließlich über den spielinternen Downloadbereich geladen werden und war nur in deutscher Sprache verfügbar. Seit der Abschaltung des integrierten Online-Bereichs ist das Labor nicht mehr verfügbar, da es im Gegensatz zum ersten Download-Bonuslabor von der aktuellen Steam-Version nicht automatisch mitinstalliert wird. |
| PhysX Liquid Labor       | PhysX Liquid Labor            | November 2008 | (Ja)                   | Nein                      | Erweiterung mit 20 Experimenten und einem Duschkopf als neues Bauteil, mit dessen Hilfe physikalisch korrekt simuliertes Wasser auch in eigenen Experimenten verwendet werden kann. Diese Erweiterung wurde zunächst von Nvidia als mehrsprachiger digitaler Download zusammen mit dem Hauptspiel vertrieben. Seit Oktober 2009 ist sie auch als kostenpflichtiger DLC für die Steam-Version erhältlich, wobei über Steam unabhängig von der installierten Sprachversion des Hauptspiels ausschließlich die englische Version verfügbar ist. |
| Zeitreise                | Time Travel                   | März 2011     | Ja                     | Nein                      | Zweites großes Add-On mit 50 Experimenten sowie neuen Bauteilen und einem Hintergrund-Thema mit Bezug zur prähistorischen Vergangenheit (im Spiel als „Steinzeit“ bezeichnet). Diese Erweiterung wird, wie alle folgenden, ausschließlich digital über Steam als kostenpflichtiger DLC vertrieben und kann nur mit der Steam-Version des Hauptspiels genutzt werden. |
| Halloween                | Halloween                     | Oktober 2011  | Ja                     | Nein                      | Kostenpflichtige Erweiterung für die Steam-Version des Hauptspiels mit 6 Experimenten und 9 neuen Bauteilen |
| Happy New Year           | Happy New Year                | Dezember 2011 | Ja                     | Nein                      | Kostenpflichtige Erweiterung für die Steam-Version des Hauptspiels mit 9 Experimenten und 10 neuen Bauteilen |
| Invasoren aus dem All I  | Invaders from Space           | Juli 2012     | Nein                   | Nein                      | Kostenpflichtige Erweiterung für die Steam-Version des Hauptspiels mit 7 Experimenten und 10 neuen Bauteilen |
| Invasoren aus dem All II | Invaders from Space, 2nd Wave | August 2013   | Nein                   | Nein                      | Kostenpflichtige Erweiterung für die Steam-Version des Hauptspiels mit 5 Experimenten und 12 neuen Bauteilen |
| Schatzgräber             | Jewel Digger                  | Juli 2014     | Nein                   | Nein                      | Kostenpflichtige Erweiterung für die Steam-Version des Hauptspiels mit 8 Experimenten und 20 neuen Bauteilen |
| Piraten                  | Pirates                       | Oktober 2014  | Nein                   | Nein                      | Kostenpflichtige Erweiterung für die Steam-Version des Hauptspiels mit 10 Experimenten und 12 neuen Bauteilen |
| 10th Anniversary         | 10th Anniversary              | Mai 2015      | Nein                   | Nein                      | Kostenpflichtige Erweiterung für die Steam-Version des Hauptspiels mit 12 Experimenten und 11 neuen Bauteilen. Der Titel der Erweiterung bezieht sich auf die Erstveröffentlichung der englischen Version von Crazy Machines I. Die Installation dieser Erweiterung stellt die Spieloberfläche sowie alle mehrsprachigen Labore ohne Wahlmöglichkeit auf die englische Sprachversion um. Nach Erscheinen dieser Erweiterung wurde die Unterstützung des Spiels weitestgehend eingestellt und in der Folge auch der spielinterne Online-Bereich abgeschaltet.                                                                                        |

### Crazy Machines DS
Ende März 2008 hat der Hersteller eine Version für Nintendo DS angekündigt, die im Herbst 2008 in den Handel gekommen ist. Der Aufbau der Experimente erfolgt per Sensorbildschirm-Eingabe. Neben einem Leveleditor und einigen neuen oder geänderten Bauteilen gibt es auch einen neuen Spielmodus, bei dem es weniger auf das Lösen von Rätseln, sondern auf Reaktion und Geschicklichkeit ankommt.

### Crazy Machines 2 für DS/DSi
Im Oktober 2009 erschien der 2. Crazy Machines Teil für den Nintendo DS und Nintendo DSi mit neuen Bauteilen und über 170 Experimenten.

### Crazy Machines iPhone
Als zweite Konsolenumsetzung erschien im Frühjahr 2009 diese Version für iPhone und iPod touch. Wie bei der DS-Umsetzung werden die freien Elemente mittels Sensorbildschirm platziert. Insgesamt gibt es 50 Experimente, die den Experimenten der Kategorie Puzzle aus der DS-Version sehr ähnlich sind. Crazy Machines iPhone gewann im Jahr 2009 den Deutschen Entwicklerpreis in der Kategorie Bestes Deutsches Mobile Game.

### Crazy Machines Action für das iPhone
Der 2. Crazy-Machines-Teil für das iPhone Crazy Machines Action, der im Dezember 2009 erschien, beinhaltet 60 neuen Rätsel. Das Spielprinzip ist dabei dasselbe wie bei den Actionspielen der DS-Umsetzung.

### Crazy Machines für Nintendo Wii
In der Fassung für die Wii, die am 13. August 2010 herauskam, ist neben dem Einzelspielermodus erstmals auch ein Mehrspielermodus enthalten, in dem man gegeneinander oder im Team spielen kann.

### Crazy Machines Elements
Crazy Machines Elements ist eigentlich nur eine Portierung der Wii-Version auf den PC. Diesmal haben die Entwickler vollständig auf die Sprachausgabe verzichtet. Nach einiger Zeit wurde Crazy Machines Elements auch für die Xbox 360 und die PlayStation 3 herausgebracht (erhältlich in deren Downloadshops). Das Spiel erschien am 25. März 2011.